# Irina-Camelia Begu
Irina-Camelia Begu (* 26. August 1990 in Bukarest) ist eine rumänische Tennisspielerin.

## Karriere
Begus Mutter Steluța arbeitet für die rumänische Regierung, ihr Vater Paul ist Elektriker. Ihr älterer Bruder heißt Andrei.
Ihre als Tennistrainerin arbeitende Tante Aura Wagner brachte ihr im Alter von drei Jahren das Tennisspielen bei. Ihr Lieblingsbelag ist der Sandplatz. In der deutschen Bundesliga spielte sie für den TC Blau-Weiss Bocholt, mit dem sie 2012 und 2013 Deutsche Mannschaftsmeisterin wurde.
2010 wurde Begu erstmals für das Aufgebot der Rumänischen Fed-Cup-Mannschaft nominiert. Seitdem bestritt sie für ihr Land 25 Begegnungen im Einzel und Doppel, von denen sie 15 gewinnen konnte (Einzelbilanz 8:7).

### Frühe Jahre: 2005 bis 2010
2005 trat Begu erstmals bei kleineren Turnieren der ITF Women’s World Tennis Tour an. Als Juniorin nahm sie 2007 an den Nachwuchswettbewerben der French Open und Wimbledon teil, doch schied sie dort, wie auch im Jahr darauf erneut bei den French Open in der ersten Runde aus. Zurück auf der ITF-Tour arbeitete sie sich in der Weltrangliste nach einer Siegesserie von 22 Matches und insgesamt vier Titeln, darunter auch ein Turnier der $50.000-Kategorie in Jounieh, erstmals in die Top 300 vor. Die verbesserte Position ermöglichte Begu, im Jahr darauf in den Qualifikationen kleinerer WTA-Turniere an den Start zu gehen. Allerdings erreichte sie lediglich in Budapest als Lucky Loserin das Hauptfeld, wo sie in der ersten Runde gegen Shahar Peer verlor. Bei den French Open 2009 gab sie ihren Einstand in der Qualifikation eines Grand-Slam-Turniers bei den Damen und kam dort immerhin bis in die Schlussrunde. In den anschließenden Qualifikationsturnieren von Wimbledon und US Open unterlag sie bereits zum Auftakt.

### „Newcomerin des Jahres“ und Etablierung auf der WTA-Tour: 2011 und 2012
Nach einem weiteren Übergangsjahr 2011, in dem sie in Podgorica nur einen ITF-Titel der $25.000-Kategorie gewinnen konnte, setzte Begu 2011 mit dem Gewinn des $100.000-Turniers in Cali aus der Qualifikation heraus ein erstes Ausrufezeichen. Beim Turnier in Marbella erreichte sie nach einem Sieg im Halbfinale über Swetlana Kusnezowa völlig überraschend ihr erstes WTA-Endspiel, in dem sie erst von Wiktoryja Asaranka gestoppt werden konnte. Durch ihre Erfolge rückte Begu in die Top 100 der Weltrangliste vor und durfte bei den French Open erstmals im Hauptfeld antreten. Nach einem Sieg in der ersten Runde gegen Aravane Rezaï, wurde sie im darauffolgenden Match diesmal klar von Kusnezowa geschlagen. Anschließend zog sie beim WTA-Turnier in Budapest zum zweiten Mal in ein Endspiel ein, das sie in drei Sätzen gegen Roberta Vinci verlor, ehe sie beim ITF-Turnier der $100.000-Kategorie in ihrer Heimatstadt Bukarest triumphieren konnte und in Dallas, nach ihren ersten WTA-Hauptfeldsiegen auf Hartplatz, ein weiteres Mal ins Halbfinale vorstieß. Außerhalb der Top 200 der Welt gestartet, schloss sie die Saison unter den besten 40 der Welt ab. Am Jahresende wurde Begu daher von der WTA als zweite Rumänin nach Irina Spîrlea 1994 zur Newcomerin des Jahres gewählt.
2012 hatte Begu lange Zeit Probleme, ihre gute Form aus dem Vorjahr zu bestätigen. Nur im Doppel konnte sie überzeugen und gewann in Hobart an der Seite ihrer Landsfrau Monica Niculescu ihren ersten WTA-Titel. Im Tennisturnier der Olympischen Sommerspiele in London verlor sie in der ersten Runde erneut gegen Asarenka. Erst im Spätsommer meldete sie sich mit ihrem ersten Sieg gegen eine Top-10-Spielerin zurück, als sie in der ersten Runde der US Open die frühere Weltranglistenerste Caroline Wozniacki bezwang. Bei den anschließenden Tashkent Open 2012 errang sie dann nach einem Zweisatzerfolg im Finale gegen Donna Vekić ihren ersten WTA-Einzeltitel sowie in Linz als Lucky Loserin ein weiteres Halbfinale.

### Schulterprobleme und Comeback: 2013 und 2014
Immer wieder aufflammende Schulterprobleme hatten zur Folge, dass Begu 2013 in der Weltrangliste deutlich zurückfiel. Lediglich beim WTA-Turnier in Seoul konnte sie im Einzel zwei Partien in Folge gewinnen. Im Doppel gewann sie in ’s-Hertogenbosch mit Anabel Medina Garrigues zusammen immerhin ihren zweiten WTA-Titel.
2014 war sie daher gezwungen, sich wieder über die ITF-Tour nach vorne zu kämpfen. Nach zwei Titeln in Brasilien bei Turnieren der $25.000-Kategorie, erreichte sie in Oeiras als Qualifikantin wieder das Halbfinale eines WTA-Turniers, wo sie erst der späteren Siegerin Carla Suárez Navarro unterlag. Im Anschluss erhielt sie vom Veranstalter der Mutua Madrid Open eines Wildcard fürs Hauptfeld und bezwang dort in der ersten Runde Zhang Shuai, ehe sie gegen Sabine Lisicki verlor. Durch den Titelgewinn beim hochdotierten ITF-Turnier in Contrexéville nach Endspielerfolg über Kaia Kanepi sowie dem überraschenden Einzug ins Finale des Moskauer Kremlin Cup, in dem sie Anastassja Pawljutschenkowa in drei Sätzen unterlag, konnte sie 2013 zum dritten Mal in ihrer Karriere ein Jahr in den Top 50 der Welt abschließen.
Außerdem gewann sie im Doppel zwei weitere WTA-Titel: Bei den Rio Open war sie gemeinsam mit María Irigoyen siegreich und in Seoul mit Lara Arruabarrena.

### Karrierehöhepunkte: 2015 und 2016
Galt Begu bislang eher als Spezialistin für kleinere WTA-Turniere, so konnte sie 2015 erstmals auch bei stärker besetzten Turnieren überzeugen. Anfang 2015 erreichte Begu bei den Australian Open erstmals die vierte Runde eines Grand-Slam-Turniers. Nachdem sie in der Eröffnungsrunde gegen Angelique Kerber ihren zweiten Top-10-Erfolg verbuchen konnte, musste sie sich im Achtelfinale Eugenie Bouchard in drei Sätzen geschlagen geben. So erreichte sie jeweils das Viertelfinale beim Family Circle Cup 2015 in Charleston sowie beim Premier-Mandatory-Turnier in Madrid. In Rom, den French Open und in Wimbledon kam sie bis in die dritte Runde. Des Weiteren konnte sie mit dem Endspielsieg über die Qualifikantin Aljaksandra Sasnowitsch bei den Korea Open 2015 in Seoul ihren zweiten WTA-Titel im Einzel feiern. Im Doppel spielte sie zusammen mit Niculescu ihr erstes großes Finale in Wuhan, das sie gegen die Topgesetzten Sania Mirza und Martina Hingis verloren.
Auch im Folgejahr konnte Begu bei renommierten Turnieren, insbesondere auf Sandbelag eine Reihe guter Resultate erzielen. So stand sie in Charleston und Madrid erneut in der Runde der letzten Acht, wo sie erst gegen Angelique Kerber sowie Simona Halep verlor, in Rom schaffte sie es dann sogar bis ins Halbfinale gegen Serena Williams sowie bei den French Open erstmals in die vierte Runde. An Position zwei gesetzt, gewann sie in Florianópolis nach einem Sieg im Finale über Tímea Babos ihren dritten WTA-Einzeltitel und erzielte in der Folgewoche mit Platz 22 ihre bislang beste Weltranglistenposition. Bei den anschließend stattfindenden Olympischen Sommerspielen in Rio scheiterte sie dann zum Auftakt des Einzelwettbewerbs an Nao Hibino, im Doppel unterlag sie an der Seite von Niculescu, ebenfalls in Runde eins, dem an drei gesetzten Duo Chan Hao-ching und Chan Yung-jan. Obwohl Begu ihre gute Form nicht bis zum Saisonende konservieren konnte, stand sie am Ende des Jahres erstmals in den Top 30 der Welt.

### Seit 2017
In den folgenden Jahren gelang es Begu nicht mehr, im Einzel ihre Karrierehöhepunkte von 2015 und 2016 zu wiederholen. 2017 erreichte sie zum Beginn der Sandplatzsaison in Charleston zwar zum dritten Mal in Folge das Viertelfinale, doch folgten bei den anschließenden Großereignissen frühe Niederlagen. Erst bei ihrem Heimturnier in Bukarest konnte sie sich mit dem Gewinn ihres vierten Einzeltitels nach einem Sieg im Endspiel über Julia Görges sowie des Doppels an der Seite von Raluca Olaru aus ihrem vorübergehenden Formtief befreien. Beim Kremlin Cup in Moskau gelang ihr mit dem Einzug ins Halbfinale noch einmal ein Achtungserfolg zum Saisonabschluss, durch den sie das Jahr immerhin in den Top 50 der Welt beenden konnte. Im Doppel siegte sie zudem in Tianjin an der Seite der ehemaligen Nummer eins der Doppelweltrangliste Sara Errani; es war der insgesamt sechste WTA-Titel für Begu im Doppel.
2018 begann aus der Sicht der Rumänin stark, als sie in Shenzhen gleich zu Saisonbeginn das Halbfinale im Einzel erreichte, wo sie gegen Simona Halep ausschied, mit der sie jedoch im Anschluss gemeinsam die Doppelkonkurrenz gewinnen konnte. Im Anschluss tat sich Begu jedoch schwer und erzielte nur noch ein weiteres Halbfinale im Einzel in Istanbul sowie die dritte Runde der French Open. Nach einer zwischenzeitlichen Serie von sieben verlorenen Partien in Folge fiel sie endgültig aus den Top 50 der Weltrangliste heraus, konnte aber in Bukarest zumindest ihren Titel im Doppel, diesmal an der Seite von Andreea Mitu verteidigen. Gut lief es hingegen bei den Doppelkonkurrenzen der Grand-Slam-Turniere. In Melbourne stieß sie an der Seite von Niculescu bis ins Halbfinale vor, in dem sie gegen die an zwei gesetzten Russinnen Jekaterina Makarowa und Jelena Wesnina verloren. In Wimbledon war gemeinsam mit ihrer Landsfrau Mihaela Buzărnescu zum dritten Mal nach den Australian Open 2012 sowie den French Open 2017 im Viertelfinale Schluss.
Im Februar 2019 triumphierte sie beim Turnier in Hua Hin gemeinsam mit Niculescu bislang zum letzten Mal im Doppelfinale eines WTA-Turniers. Nachdem sie aufgrund anhaltend schwacher Ergebnisse den Hauptfeldeinzug in London sowie bei den US Open sogar erstmals seit fünf Jahren wieder in die Qualifikation zu einem Grand-Slam-Turnier musste und dort jeweils in der zweiten Runde scheiterte, konnte sie die Saison aufgrund einer ITF-Finalteilnahme beim Turnier in Székesfehérvár dennoch zum sechsten Mal nacheinander in den besten 100 der Welt abschließen.
Anfang 2020 zeigte sich Begu mit dem Sieg beim hochdotierten ITF-Turnier der $100.000-Kategorie in Kairo sowie ihrem ersten Titelgewinn bei einem Wettbewerb der WTA Challenger Series in Indian Wells, wo sie über den gesamten Turnierverlauf ohne Satzverlust blieb, wieder in besserer Verfassung. Nach der coronabedingten Saisonunterbrechung gelang Begu in Prag der Einzug ins Halbfinale, in dem sie sich erneut ihrer Landsfrau Simona Halep geschlagen geben musste. Im darauffolgenden Jahr startete sie mit dem Erreichen des Viertelfinals bei der Gippsland Trophy 2021 in die neue Saison. Aufgrund einer Infektion mit dem Pfeiffer-Drüsenfieber konnte Begu in den Monaten danach nur einen limitierten Turnierplan spielen und nahm auch nicht an den Olympischen Sommerspielen 2020 in Tokio teil. Trotzdem erreichte sie im selben Jahr in Wimbledon zum zweiten Mal die dritte Runde sowie anschließend in Cleveland ihr achtes Einzelfinale auf der WTA-Tour, das sie allerdings gegen Anett Kontaveit verlor. Gut lief es für Begu 2021 auch im Doppel: An der Seite von Sara Errani stand sie nach 2016 wieder im Halbfinale des WTA 1000-Turniers in Rom, ehe sie bei den French Open zusammen mit Nadia Podoroska in ihr zweites Grand-Slam-Halbfinale einzog, in dem die beiden an Bethanie Mattek-Sands und Iga Świątek scheiterten.

## Turniersiege

### Einzel
| Nr. | Datum              | Turnier       | Kategorie         | Belag             | Finalgegnerin           | Ergebnis       |
| --- | ------------------ | ------------- | ----------------- | ----------------- | ----------------------- | -------------- |
| 1.  | 9. September 2007  | Brașov (1)    | ITF $10.000       | Sand              | Andreea Mitu            | 7:62, 6:2      |
| 2.  | 7. September 2008  | Brașov (2)    | ITF $10.000       | Sand              | Diana Enache            | 4:6, 6:4, 6:1  |
| 3.  | 14. September 2008 | Budapest      | ITF $10.000       | Sand              | Laura-Ioana Andrei      | 7:5, 6:1       |
| 4.  | 11. Oktober 2008   | Jounieh       | ITF $50.000       | Sand              | Nastassja Jakimawa      | 6:2, 6:0       |
| 5.  | 26. Oktober 2008   | Glasgow       | ITF $25.000       | Hartplatz (Halle) | Patricia Mayr           | 2:6, 7:5, 7:61 |
| 6.  | 19. September 2010 | Podgorica     | ITF $25.000       | Sand              | Annalisa Bona           | 6:1, 6:1       |
| 7.  | 13. Februar 2011   | Cali          | ITF $100.000      | Sand              | Laura Pous Tió          | 6:3, 7:61      |
| 8.  | 24. Juli 2011      | Bukarest      | ITF $100.000      | Sand              | Laura Pous Tió          | 6:3, 7:5       |
| 9.  | 15. September 2012 | Taschkent     | WTA International | Hartplatz         | Donna Vekić             | 6:4, 6:4       |
| 10. | 9. März 2014       | Campinas      | ITF $25.000       | Sand              | Alexandra Panowa        | 6:2, 6:4       |
| 11. | 16. März 2014      | São Paulo     | ITF $25.000       | Sand              | Alexandra Panowa        | 7:5, 4:6, 6:4  |
| 12. | 6. Juli 2014       | Contrexéville | ITF $100.000      | Sand              | Kaia Kanepi             | 6:3, 6:4       |
| 13. | 27. September 2015 | Seoul         | WTA International | Hartplatz         | Aljaksandra Sasnowitsch | 6:3, 6:1       |
| 14. | 5. August 2016     | Florianópolis | WTA International | Sand              | Tímea Babos             | 2:6, 6:4, 6:3  |
| 15. | 23. Juli 2017      | Bukarest      | WTA International | Sand              | Julia Görges            | 6:3, 7:5       |
| 16. | 16. Februar 2020   | Kairo         | ITF W100          | Hartplatz         | Lessja Zurenko          | 6:4, 3:6, 6:2  |
| 17. | 8. März 2020       | Indian Wells  | WTA Challenger    | Hartplatz         | Misaki Doi              | 6:3, 6:3       |
| 18. | 24. Juli 2022      | Palermo       | WTA 250           | Sand              | Lucia Bronzetti         | 6:2, 6:2       |
| 19. | 18. September 2022 | Bukarest      | WTA Challenger    | Sand              | Réka Luca Jani          | 6:3, 6:3       |
| 20. | 8. September 2024  | Montreux      | WTA Challenger    | Sand              | Petra Marčinko          | 1:6, 6:3, 6:0  |
| 21. | 9. November 2024   | Cali          | WTA Challenger    | Sand              | Veronika Erjavec        | 6:3, 6:3       |
| 22. | 20. Juli 2025      | Iași          | WTA 250           | Sand              | Jil Teichmann           | 6:0, 7:5       |

### Doppel
| Nr. | Datum              | Turnier          | Kategorie         | Belag     | Partnerin                | Finalgegnerinnen                             | Ergebnis            |
| --- | ------------------ | ---------------- | ----------------- | --------- | ------------------------ | -------------------------------------------- | ------------------- |
| 1.  | 1. Juli 2006       | Galați           | ITF $10.000       | Sand      | Carmen-Raluca Ţibuleac   | Bianca-Ioana Bonifate Diana Gae              | 6:2, 7:5            |
| 2.  | 12. Mai 2007       | Bukarest         | ITF $10.000       | Sand      | Simona Halep             | Laura-Ioana Andrei Ioana Gaspar              | 6:4, 6:2            |
| 3.  | 12. Juli 2008      | Bukarest         | ITF $10.000       | Sand      | Ioana Gaspar             | Mihaela Bunea Gabriela Niculescu             | 4:6, 6:3, [10:3]    |
| 4.  | 26. Juli 2008      | Hunedoara        | ITF $10.000       | Sand      | Elora Dabija             | Katarína Poljaková Zuzana Zlochová           | 7:5, 6:2            |
| 5.  | 30. August 2008    | Bukarest         | ITF $10.000       | Sand      | Laura-Ioana Andrei       | Ljudmyla Kitschenok Nadija Kitschenok        | 6:2, 3:6, [10:6]    |
| 6.  | 6. September 2008  | Brașov           | ITF $10.000       | Sand      | Laura-Ioana Andrei       | Bianca Hîncu Cristina-Madalina Stancu        | 6:2, 6:2            |
| 7.  | 13. September 2008 | Budapest         | ITF $10.000       | Sand      | Laura-Ioana Andrei       | Davinia Lobbinger Efrat Mishor               | 6:2, 6:4            |
| 8.  | 9. Mai 2009        | Bukarest         | ITF $100.000      | Sand      | Simona Halep             | Julia Görges Sandra Klemenschits             | 2:6, 6:1, [12:10]   |
| 9.  | 10. April 2010     | Incheon          | ITF $25.000       | Hartplatz | Erika Sema               | Misaki Doi Junri Namigata                    | 6:0, 7:68           |
| 10. | 31. Juli 2010      | Bukarest         | ITF $75.000       | Sand      | Elena Bogdan             | María Irigoyen Florencia Molinero            | 6:1, 6:1            |
| 11. | 7. August 2010     | Hechingen        | ITF $25.000       | Sand      | Anaïs Laurendon          | Julia Schruff Erika Sema                     | 6:2, 4:6, [10:8]    |
| 12. | 18. September 2010 | Podgorica        | ITF $25.000       | Sand      | Mihaela Buzărnescu       | Walerija Solowjowa Maryna Zanevska           | 5:7, 7:5, [12:10]   |
| 13. | 25. September 2010 | Bukarest         | ITF $25.000       | Sand      | Elena Bogdan             | Leticia Costas Moreira Eva Fernández Brugués | 6:1, 6:3            |
| 14. | 12. Februar 2011   | Cali             | ITF $100.000      | Sand      | Elena Bogdan             | Jekaterina Iwanowa Kathrin Wörle             | 2:6, 7:66, [11:9]   |
| 15. | 11. Juni 2011      | Marseille        | ITF $100.000      | Sand      | Nina Brattschikowa       | Laura-Ioana Andrei Mădălina Gojnea           | 6:2, 6:2            |
| 16. | 23. Juli 2011      | Bukarest         | ITF $100.000      | Sand      | Elena Bogdan             | Maria Elena Camerin İpek Şenoğlu             | 6:71, 7:64, [16:14] |
| 17. | 14. Januar 2012    | Hobart           | WTA International | Hartplatz | Monica Niculescu         | Chuang Chia-jung Marina Eraković             | 6:74, 7:64, [10:5]  |
| 18. | 21. Juli 2012      | Bukarest         | ITF $100.000      | Sand      | Alizé Cornet             | Elena Bogdan Raluca Olaru                    | 6:2, 6:0            |
| 19. | 21. Juni 2013      | ’s-Hertogenbosch | WTA International | Rasen     | Anabel Medina Garrigues  | Dominika Cibulková Arantxa Parra Santonja    | 4:6, 7:63, [11:9]   |
| 20. | 17. Februar 2014   | Rio de Janeiro   | WTA International | Sand      | María Irigoyen           | Johanna Larsson Chanelle Scheepers           | 6:2, 6:0            |
| 21. | 15. März 2014      | São Paulo        | ITF $25.000       | Sand      | Alexandra Panowa         | María Fernanda Álvarez Terán María Irigoyen  | 6:4, 3:6, [11:9]    |
| 22. | 5. April 2014      | Medellín         | ITF $50.000       | Sand      | María Irigoyen           | Monique Adamczak Marina Shamayko             | 6:2, 7:62           |
| 23. | 20. September 2014 | Seoul            | WTA International | Hartplatz | Lara Arruabarrena Vecino | Mona Barthel Mandy Minella                   | 6:3, 6:3            |
| 24. | 23. Juli 2017      | Bukarest         | WTA International | Sand      | Raluca Olaru             | Elise Mertens Demi Schuurs                   | 6:3, 6:3            |
| 25. | 15. Oktober 2017   | Tianjin          | WTA International | Hartplatz | Sara Errani              | Dalila Jakupović Nina Stojanović             | 6:4, 6:3            |
| 26. | 6. Januar 2018     | Shenzhen         | WTA International | Hartplatz | Simona Halep             | Barbora Krejčíková Kateřina Siniaková        | 1:6, 6:1, [10:8]    |
| 27. | 22. Juli 2018      | Bukarest         | WTA International | Sand      | Andreea Mitu             | Danka Kovinić Maryna Zanevska                | 6:3, 6:4            |
| 28. | 3. Februar 2019    | Hua Hin          | WTA International | Hartplatz | Monica Niculescu         | Anna Blinkowa Wang Yafan                     | 2:6, 6:1, [12:10]   |

## Abschneiden bei Grand-Slam-Turnieren

### Einzel
| Turnier         | 2009 | 2010 | 2011 | 2012 | 2013 | 2014 | 2015 | 2016 | 2017 | 2018 | 2019 | 2020 | 2021 | 2022 | 2023 | 2024 | 2025 | Karriere |
| --------------- | ---- | ---- | ---- | ---- | ---- | ---- | ---- | ---- | ---- | ---- | ---- | ---- | ---- | ---- | ---- | ---- | ---- | -------- |
| Australian Open | —    | —    | Q3   | 1    | 2    | 1    | AF   | 1    | 2    | 2    | 2    | 1    | 1    | 2    | 2    | —    | 1    | AF       |
| French Open     | Q3   | —    | 2    | 2    | 1    | Q3   | 3    | AF   | 1    | 3    | 3    | 2    | 1    | AF   | 3    | 3    | 1    | AF       |
| Wimbledon       | Q2   | Q1   | 1    | 1    | 1    | 2    | 3    | 1    | 2    | 1    | Q2   |      | 3    | 3    | 2    | 1    | 2    | 3        |
| US Open         | Q1   | —    | 1    | 2    | 1    | 2    | 1    | 1    | 1    | 2    | Q2   | 1    | 1    | 2    | 1    | —    |      | 2        |

Zeichenerklärung: S = Turniersieg; F, HF, VF, AF = Einzug ins Finale / Halbfinale / Viertelfinale / Achtelfinale; 1, 2, 3 = Ausscheiden in der 1. / 2. / 3. Hauptrunde; Q1, Q2, Q3 = Ausscheiden in der 1. / 2. / 3. Qualifikationsrunde; nicht ausgetragen

### Doppel
| Turnier         | 2011 | 2012 | 2013 | 2014 | 2015 | 2016 | 2017 | 2018 | 2019 | 2020 | 2021 | 2022 | 2023 | 2024 | 2025 | Karriere |
| --------------- | ---- | ---- | ---- | ---- | ---- | ---- | ---- | ---- | ---- | ---- | ---- | ---- | ---- | ---- | ---- | -------- |
| Australian Open | —    | VF   | AF   | 1    | 2    | 1    | 1    | HF   | 2    | 1    | 1    | 1    | 1    | —    | 1    | HF       |
| French Open     | —    | 1    | 2    | AF   | 2    | —    | VF   | 2    | 1    | 1    | HF   | 2    | 1    | 1    | VF   | HF       |
| Wimbledon       | 1    | 2    | 1    | 1    | 2    | 1    | —    | VF   | AF   |      | —    | 1    | 2    | 1    | —    | VF       |
| US Open         | 2    | 1    | 1    | 1    | AF   | 1    | 1    | 2    | —    | —    | 2    | 1    | 1    | —    |      | AF       |

### Mixed
| Turnier         | 2017 | 2018 | 2019 | Karriere |
| --------------- | ---- | ---- | ---- | -------- |
| Australian Open | AF   | —    | 1    | AF       |
| French Open     | —    | —    | —    | —        |
| Wimbledon       | —    | —    | —    | —        |
| US Open         | —    | —    | —    | —        |